# Renny Ribera
Renny Ribera Vaca est un footballeur bolivien, né le 30 janvier 1974 à Santa Cuz de la Sierra.

## Biographie
En tant que défenseur, il fut international bolivien à 8 reprises (1999-2000) pour un but.
Il participa à la Coupe des confédérations 1999. Il fut titulaire dans tous les matchs (Égypte, Arabie saoudite et Mexique) et inscrivit un but à la 40e minute contre l'Égypte, ce qui est son seul but en sélection. La Bolivie est éliminée dès le premier tour.
Il participa à la Copa América 1999. Titulaire dans les trois matchs (Paraguay, Pérou et Japon (invité par la CONMEBOL)), la Bolivie est éliminée au premier tour.
Il joua dans trois clubs boliviens : The Strongest La Paz, Blooming Santa Cruz et Real Potosi. Il remporta trois championnats boliviens (en 1998, en 1999 et en 2003 (Apertura et Clausura)).

## Clubs
- 1996-2002 :  Blooming Santa Cruz
- 2003 :  The Strongest La Paz (prêt)
- 2004-2005 :  Blooming Santa Cruz
- 2005 :  Real Potosi (prêt)

## Palmarès
- Championnat de Bolivie de football
  - Champion en 1998, en 1999 et en 2003 (Apertura et Clausura)